# کاکاییان
کاکاییان (به لاتین: Laridae) یک تیره ار پرندگان دریایی در راسته سلیم‌سانان است که دربرگیرندهٔ کاکایی‌ها، پرستودریایی‌ها، آب‌شکاف‌هاست. این خانواده دربرگیرنده حدود ۱۰۰ گونه در ۲۲ سرده است. این گروه از پرندگان به پرواز هوایی در سراسر جهان سازگارند.

## پراکنش و زیستگاه

آرم کاکایی روی بازوان Ahlainen

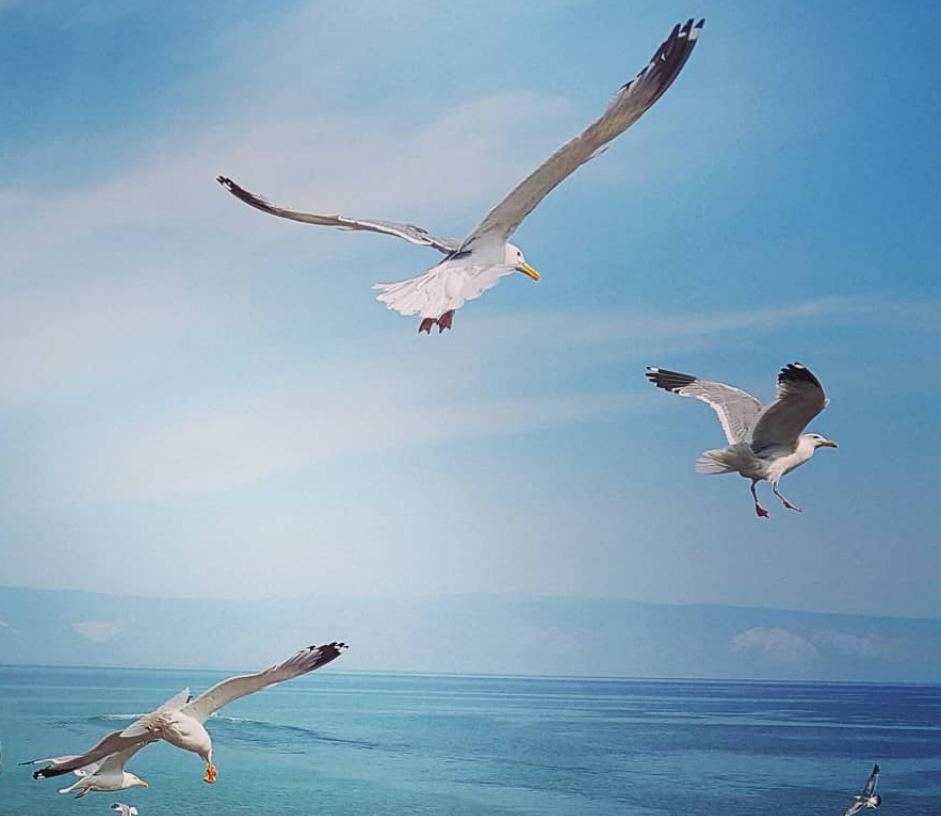
کاکایی‌ها در دریاچه بایکال

کاکاییان در سراسر جهان پخش شده‌اند که سازگاریشان عامل مهمی در این زمینه بوده‌است. بیشتر آنها نسبت به اجدادشان که کنارآبزی بودند، بیشتر پرواز هوایی دارند.

### آرایه‌شناسی
فهرست سرده‌ها
- گروه پرستواقیانوسی‌ها
  - سردهٔ پرستواقیانوسی‌ها Anous (5 گونه)
  - سردهٔ پرستودریایی سفید Gygis
- گروه آب‌شکاف‌ها
  - سردهٔ آب‌شکاف‌ها Rynchops (3 گونه)
- گروه کاکایی‌ها
  - سردهٔ کاکایی دم‌چلچله‌ای Creagrus
  - سردهٔ کاکایی صخره‌نشین Rissa (دو گونه)
  - سردهٔ کاکایی عاجی Pagophila
  - سردهٔ کاکایی سابین Xema
  - سردهٔ کاکایی‌های رنگین‌سر Chroicocephalus (11 گونه)
  - سردهٔ کاکایی کوچک Hydrocoloeus
  - سردهٔ کاکایی راس Rhodostethia
  - سردهٔ کاکایی‌های سفیدوخاکستری Leucophaeus (5 گونه)
  - سردهٔ ماهی‌آله Ichthyaetus (6 گونه)
  - سردهٔ کاکایی‌های راستین Larus (24 گونه)
- گروه پرستودریایی‌ها
  - سردهٔ پرستودریایی نوک‌کاکایی Gelochelidon (2 گونه)
  - سردهٔ پرستودریایی خزری Hydroprogne
  - سردهٔ پرستودریایی‌های کاکلی Thalasseus (8 گونه)
  - سردهٔ پرستودریایی‌های کوچک Sternula (7 گونه)
  - سردهٔ پرستودریایی‌های پشت‌تیره Onychoprion (4 گونه)
  - سردهٔ پرستودریایی‌ها Sterna (13 گونه)
  - سردهٔ پرستودریایی‌های تالابی Chlidonias (4 گونه)
  - سردهٔ پرستودریایی نوک‌درشت Phaetusa
  - سردهٔ پرستودریایی اینکا Larosterna

## پیوندها
- اطلاعات مرتبط Laridae در ویکی‌گونه.